# Nikola Mirotić
Nikola Mirotić, né le 11 février 1991 à Titograd (alors en Yougoslavie, la ville s'appelle désormais Podgorica), est un joueur espagnol et monténégrin de basket-ball. Il mesure 2,08 m et évolue au poste d'ailier fort.

## Biographie

### Les débuts
Recruté par le Real Madrid en 2005, il évolue dans les équipes de jeunes du club avant de rejoindre le club de CD Maristas-Palencia, qui évolue en LEB Bronze, quatrième niveau du basket-ball espagnol.
Mirotić participe au Nike Hoop Summit en avril 2010 et réussit un bon match avec 14 points, 7 rebonds, 3 passes, 1 contre mais également 3 pertes de balles en 25 minutes,. En mars 2010, il est naturalisé espagnol. Il fait partie de l'équipe d'Espagne qui dispute le championnat d'Europe des 20 ans et moins en Croatie en juillet. L'équipe termine troisième.

### Retour au Real
En avril 2011, il est élu meilleur espoir de l'Euroligue. Il devance Víctor Claver, Jan Veselý, Jonas Valančiūnas, Bojan Bogdanović et Nihad Đedović.
Il se présente à la draft 2011 de la NBA et est choisi à la 23e position par les Rockets de Houston puis ses droits sont envoyés aux Bulls de Chicago.
En juillet 2011, il joue avec l'équipe d'Espagne qui dispute le championnat d'Europe des 20 ans et moins en Espagne. L'équipe est invaincue et remporte la compétition. Mirotić est le meilleur marqueur du tournoi avec 27 points par rencontre (c'est la meilleure moyenne sur tous les tournois du championnat d'Europe des 20 ans et moins). Mirotić prend aussi en moyenne 10 rebonds par rencontre et est élu meilleur joueur de la compétition. Il figure aussi dans le meilleur cinq de la compétition avec l'Italien Alessandro Gentile, le Turc Furkan Aldemir, le Monténégrin Bojan Dubljević et le Français Evan Fournier.
Mirotić est nommé meilleur joueur de la 8e journée de l'Euroligue 2011-2012 avec 26 points et 8 rebonds pour une évaluation de 33. Il est aussi nommé joueur du mois de décembre de l'Euroligue, devenant le plus jeune joueur à remporter cette récompense jusqu'en novembre 2014.
En avril 2012, il remporte à nouveau le trophée de meilleur espoir de l'Euroligue sur la saison 2011-2012. Il devance Milan Mačvan, Furkan Aldemir et Kostas Sloukas.

### Saison 2012-2013
Mirotić commence sa troisième saison dans l'effectif du Real par un titre de MVP de la deuxième journée. À la fin du mois d'octobre, il est nommé meilleur joueur du mois de la Liga ACB. Le Real remporte ses cinq matches du mois d'octobre et, en moyenne, Mirotić y marque 16,4 points et prend 6,8 rebonds.
Sur la scène européenne, Mirotić est nommé meilleur joueur de la dixième journée du Top 16 de l'Euroligue 2012-2013 avec une évaluation de 37 dans une victoire en prolongation du Real Madrid à Kaunas contre le Žalgiris (31 points à 18 sur 18 au lancer-franc et 11 rebonds). Cette performance de 18 sur 18 aux lancers-francs constitue alors un nouveau record pour l'Euroligue. Son évaluation de 37, son nombre de points et son nombre de rebonds sont également ses records en carrière. Il ne conserve pas son titre de meilleur jeune joueur de l'Euroligue, battu de peu par Kóstas Papanikoláou. Toutefois, il figure dans le deuxième cinq de la compétition, aux côtés de Miloš Teodosić, Juan Carlos Navarro, Viktor Khryapa et Shawn James. Le Real parvient à se qualifier pour le Final Four, disputé à Londres. Il s'impose en demi-finale face au rival espagnol de Barcelone sur le score de 74 à 67 mais s'incline lors de la finale face à l'Olympiakós.
En Espagne, il obtient un deuxième titre de MVP de la journée, lors de la vingt-et-unième. Il figure dans le premier cinq de la ligue, avec Sergio Rodríguez, Rudy Fernández, Andrés Nocioni et Ante Tomić. Il est aussi désigné MVP de la ligue.

### Saison 2013-2014
Mirotić commence la saison d'Euroligue avec une victoire du Real contre le Žalgiris Kaunas. Mirotić marque 18 points et prend 5 rebonds. Il est nommé meilleur joueur de cette première journée d'Euroligue. Il est aussi nommé meilleur joueur de l'Euroligue pour le mois d'octobre.
En Liga ACB, Mirotić est nommé meilleur joueur de la 15e journée, en janvier 2014, avec une évaluation de 34.
Il remporte la Coupe du Roi 2014 et est élu meilleur joueur de la compétition. Le Real échoue en finale de l'Euroligue, battu par le Maccabi Tel-Aviv.
À la fin de la saison, Mirotić est nommé dans le meilleur cinq de la Liga avec ses coéquipiers Rudy Fernández et Sergio Rodríguez ainsi que Justin Doellman et Romain Sato de Valencia BC.

### Saison 2014-2015
En juillet 2014, Mirotić rejoint les Bulls de Chicago, équipe de NBA avec un contrat de 3 ans et 16,6 millions de dollars,.

### Saison 2017-2018
En septembre 2017, les Bulls signent un nouveau contrat avec Mirotić. En octobre, Mirotić est gravement blessé lors d'une bagarre avec son coéquipier Bobby Portis. Après sa convalescence, il commence sa saison avec les Bulls en décembre. Début février 2018, Mirotić est envoyé aux Pelicans de La Nouvelle-Orléans en échange d'Ömer Aşık, Tony Allen et Jameer Nelson.

### Saison 2018-2019
Le 7 février 2019, il est envoyé aux Bucks de Milwaukee en échange de Jason Smith et Stanley Johnson.
Le 20 mars 2019, il se blesse en se fracturant le pouce et devrait être indisponible de 2 à 4 semaines, ce qui devrait le faire revenir (au pire des cas) pour le début des play-offs pour lesquels les Bucks sont qualifiés.

### Saison 2019-2020: FC Barcelone
Le 6 juillet 2019, Mirotić quitte la NBA et rejoint le FC Barcelone avec lequel il signe un contrat de trois ans,. Il est élu MVP du championnat d'Espagne et membre de la meilleure équipe-type de la compétition avec l'Argentin Facundo Campazzo, le Slovène Klemen Prepelič, le Français Axel Bouteille et le Géorgien Giorgi Shermadini,,.

### Saison 2023-2024: Olimpia Milan
Mirotić quitte le Barça à la fin de la saison 2022-2023 : il refuse de baisser son salaire jugé trop élevé. En août 2023, il s'engage pour trois saisons avec l'Olimpia Milan, club italien évoluant en Euroligue.

### Saison 2025-2026: AS Monaco
En juillet 2025, Mirotić s'engage avec l'AS Monaco, club participant au championnat de France et à l'Euroligue.

## Équipe d'Espagne
Avec l'Espagne, Nikola Mirotić remporte le Championnat d'Europe 2015.
Il fait partie de l'équipe d'Espagne entraînée par Sergio Scariolo qui remporte le bronze aux Jeux olympiques de 2016.

## Comportement anti-serbe
Pendant l'EuroBasket 2015, à la fin du match que son équipe perd face à l'Italie, le joueur espagnol d'origine monténégrine déchire un drapeau serbe. Il s'excuse par la suite en raison de la polémique que son geste a déclenché en Espagne, Monténégro et Serbie. Lors du match de l'Espagne contre la Serbie, les chants de certains supporters serbes ont accompagné tout contact de Mirotić, par des « Âme vendue », ceux-ci lui reprochant de ne pas jouer pour le Monténégro ou la Serbie et de s'être vendu au plus offrant.

## Palmarès

### Avec l'Espagne
- Médaille d'or au Championnat d'Europe 2015.
- Médaille de bronze aux Jeux olympiques de 2016.

### En club
- Coupe du Roi en 2012, 2014, 2021, 2022
- Champion d'Espagne en 2013, 2021 et 2023
- Champion d'Italie en 2024

### Distinctions personnelles
- MVP du championnat d'Espagne en 2012-2013 et 2019-2020.
- Élu dans le cinq majeur (All-EuroLeague First Team) de l'Euroligue 2020-2021  et 2021-2022
- MVP de l'Euroligue 2021-2022
- MVP des finales du championnat d'Espagne 2020-2021 et 2022-2023[42]
- Élu dans le deuxième cinq majeur (All-EuroLeague Second Team) de l'Euroligue 2022-2023[43]
- MVP des finales du Championnat d'Italie en 2024

## Records sur une rencontre en NBA
Les records personnels de Nikola Mirotić en NBA sont les suivants, :
| Type de statistique        | Saison régulière | Saison régulière        | Saison régulière | Playoffs | Playoffs                    | Playoffs      |
| Type de statistique        | Record           | Adversaire              | Date             | Record   | Adversaire                  | Date          |
| -------------------------- | ---------------- | ----------------------- | ---------------- | -------- | --------------------------- | ------------- |
| Points                     | 36               | Kings de Sacramento     | 19 octobre 2018  | 30       | Trail Blazers de Portland   | 19 avril 2018 |
| Paniers marqués            | 14               | Kings de Sacramento     | 19 octobre 2018  | 12       | Trail Blazers de Portland   | 19 avril 2018 |
| Paniers tentés             | 25               | @ Suns de Phoenix       | 6 avril 2018     | 16       | @ Warriors de Golden State  | 1er mai 2018  |
| Paniers à 3 points réussis | 9                | Knicks de New York      | 23 mars 2016     | 4        | 2 fois                      | 2 fois        |
| Paniers à 3 points tentés  | 16               | Pacers de l'Indiana     | 29 décembre 2017 | 10       | @ Trail Blazers de Portland | 14 avril 2018 |
| Lancers francs réussis     | 14               | Thunder d'Oklahoma City | 5 mars 2015      | 6        | Raptors de Toronto          | 15 mai 2019   |
| Lancers francs tentés      | 16               | Thunder d'Oklahoma City | 5 mars 2015      | 6        | 3 fois                      | 3 fois        |
| Rebonds offensifs          | 7                | @ Rockets de Houston    | 17 octobre 2018  | 4        | Celtics de Boston           | 8 mai 2019    |
| Rebonds défensifs          | 16               | @ Spurs de San Antonio  | 3 novembre 2018  | 11       | 2 fois                      | 2 fois        |
| Rebonds totaux             | 16               | 5 fois                  | 5 fois           | 13       | Warriors de Golden State    | 4 mai 2018    |
| Passes décisives           | 7                | Knicks de New York      | 1er janvier 2016 | 3        | 5 fois                      | 5 fois        |
| Interceptions              | 5                | 76ers de Philadelphie   | 13 avril 2016    | 3        | 3 fois                      | 3 fois        |
| Contres                    | 5                | 2 fois                  | 2 fois           | 4        | @ Trail Blazers de Portland | 14 avril 2018 |
| Balles perdues             | 5                | @ 76ers de Philadelphie | 14 janvier 2016  | 4        | 2 fois                      | 2 fois        |
| Minutes jouées             | 49               | @ Nets de Brooklyn      | 10 février 2018  | 41       | Trail Blazers de Portland   | 21 avril 2018 |

- Double-double : 48 (dont 4 en playoffs)
- Triple-double : 0